# Tyskland bleka moder
Tyskland bleka moder (Deutschland, bleiche Mutter) är en västtysk långfilm från 1980 regisserad av Helma Sanders-Brahms med Eva Mattes i huvudrollen.
Filmens originaltitel, Deutschland, bleiche Mutter, är en strof ur Bertolt Brechts dikt Deutschland, skriven 1933, efter nazisternas maktövertagande. Filmen börjar med dikten som läses av Brechts dotter Hanne Hiob.

## Handling
Filmen är berättad av Anna, en tysk kvinna som här återger historien om sina föräldrar före, under och efter andra världskriget. Hennes mamma Lene möter hennes far Hans, de förälskar sig och gifter sig. Strax bryter kriget ut och Hans inkallas i armén. Lene blir ensam och genomlider bombningar av Berlin. Lenes och Hans förhållande blir alltmer ansträngt under hans korta permissioner. Under ett bombanfall föder Lene dottern Anna. Ensam och utsatt genomgår Lena stora svårigheter för att hålla sitt barn i säkerhet; hon vandrar med sin dotter genom skogar bort från oroligheterna, övernattar i övergivna och sönderbombade byggnader och söker skydd hos bekanta. Vid krigsslutet blir hon, i en ruin, våldtagen av amerikanska soldater. Efter kriget, då allt är ödelagt och förändrat, försöker Lene och Hans återgå till ett normalt liv men är oförmögna att återuppväcka sin kärlek. Lene glider långsamt in i en depression som förvärras när hon får en partiell ansiktsförlamning. Slutligen, när hennes man Hans överger henne tänker hon ta sitt liv men avbryter självmordsförsöket när dottern Anna envetet bankar på dörren.

## Filmens mottagande
Filmen premiärvisades vid Filmfestivalen i Berlin 1980 och möttes med långa högljudda applåder. Efter den vanliga biografpremiären några veckor senare blev mottagandet däremot kyligt, filmen skrevs ned av alla tyska tidningar utom Die Zeit. I mars samma år visades den vid filmsfestivalen i Creitel i Frankrike (Festival international de films de femmes de Créteil) där publiken reste sig, tysta, då Helma Sanders-Brahms efter visningen gick in på scenen. När filmen sedan gick upp på biograferna i Frankrike blev den en långkörare – den visades under 72 veckor, det vill säga över ett år, på biografer i Paris.
I Sverige fick filmen mycket bra recensioner. "Det är en stark, rik och fascinerande film som öppnar många utsikter och insikter för den fördomsfrie åskådaren.” skrev Hanserik Hjertén i Dagens Nyheter. ”Filmen är inte bara ett utmärkt kvinnoporträtt utan lika mycket en övertygande krigsskildring i egentlig bemärkelse." menade Jannike Åhlund i Aftonbladet.